# 草田站
草田站（越南语：*/?）位於越南胡志明市守德市草田坊，是胡志明市都市鐵路1號線的一個車站。 2024年12月22日正式啟用。

## 車站概況

### 歷史
本站於2024年12月22日與胡志明市都市鐵路1號線一同正式啟用。

### 車站樓層
全站除地面層外共設有兩層，包括：
- L2層（地上二層）：側式月臺L1 1號線乘車區。
- L1層（地上一層）：售票區、商業區、技術設備區、閘機區。
- G層（地面層）：出入口、停車場及技術設備區

### 站線佈置
| L2 月臺  | 側式月臺                                | 側式月臺                           |
| 月臺 1   | ← L1 1號線 濱城方向 （下站：新港）      |                                    |
| 月臺 2   | L1 1號線 仙泉客運站方向 （下站：安富）→ |                                    |
| 側式月臺 |                                         |                                    |
| L1       | 地上一層                                | 售票區、商業區、技術設備區、閘機區 |
| G        | 地面層                                  | 出入口、停車場及技術設備區         |

## 鄰近地點
- 西貢橋
- 草田珍珠購物中心
- 西貢水上巴士1號線